# Coolidge (Kansas)
Coolidge è una città degli Stati Uniti d'America della Contea di Hamilton, situata nello Stato del Kansas.

## Galleria d'immagini

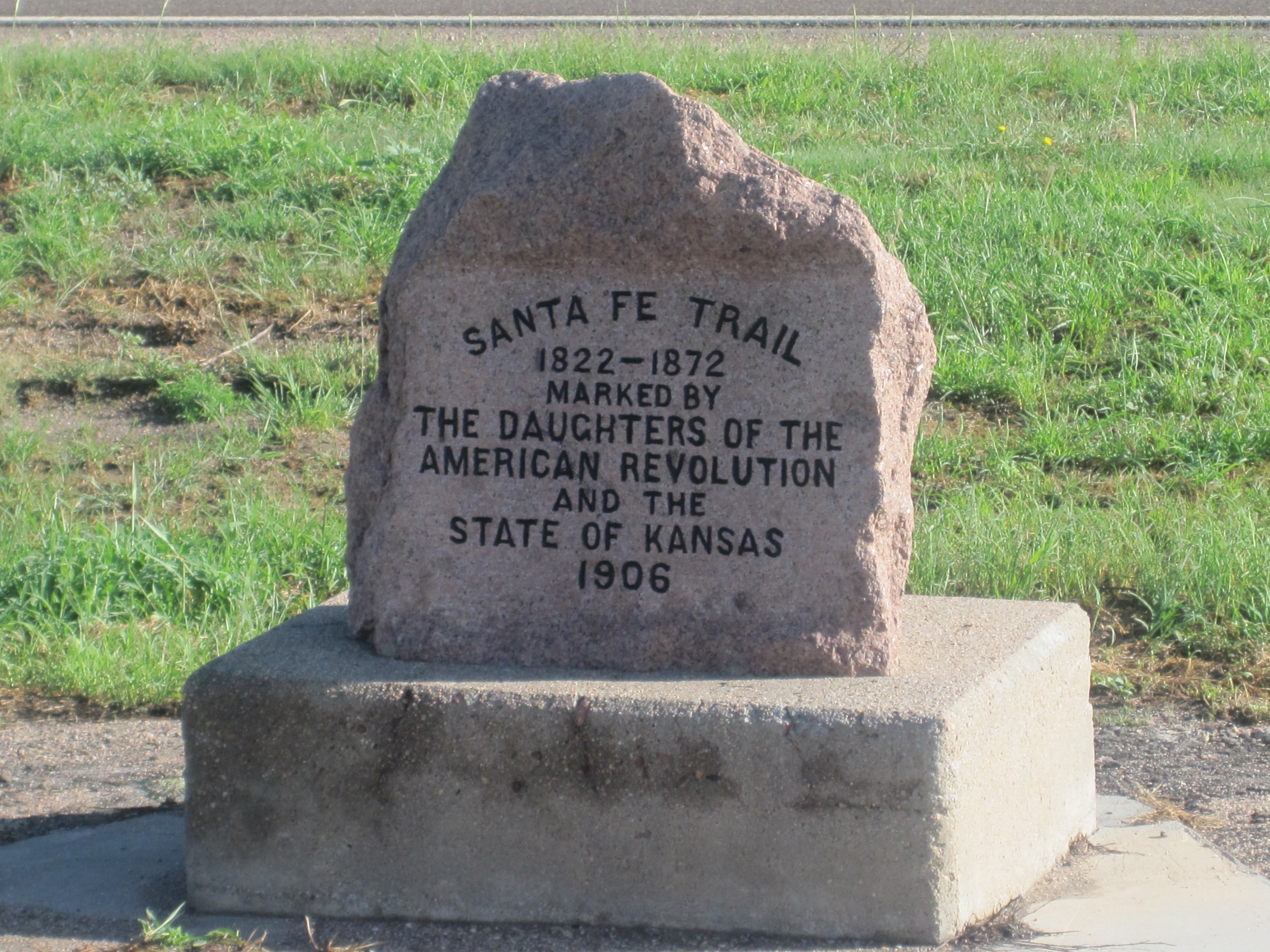
Santa Fe Trail
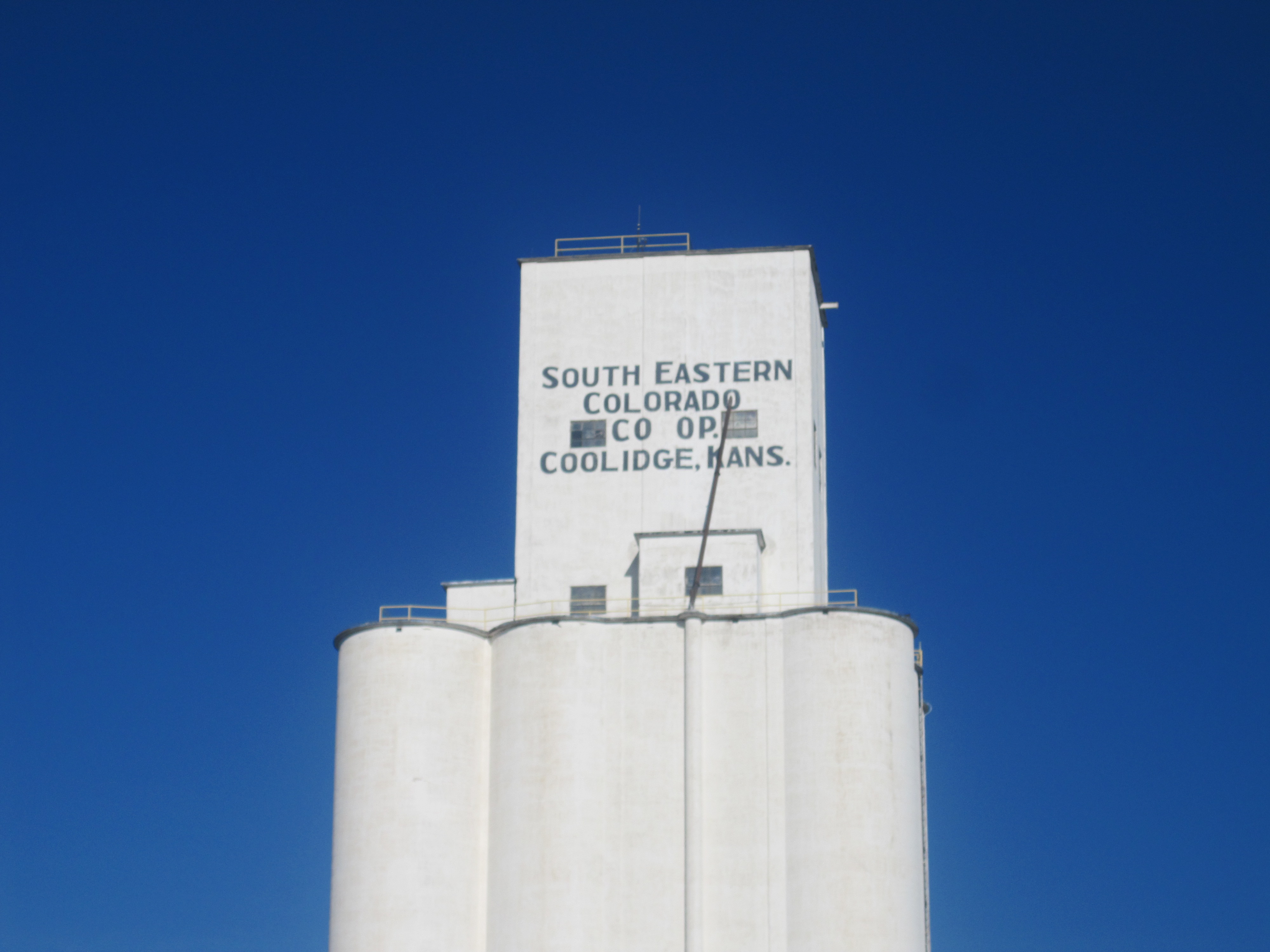
Silo per il grano.
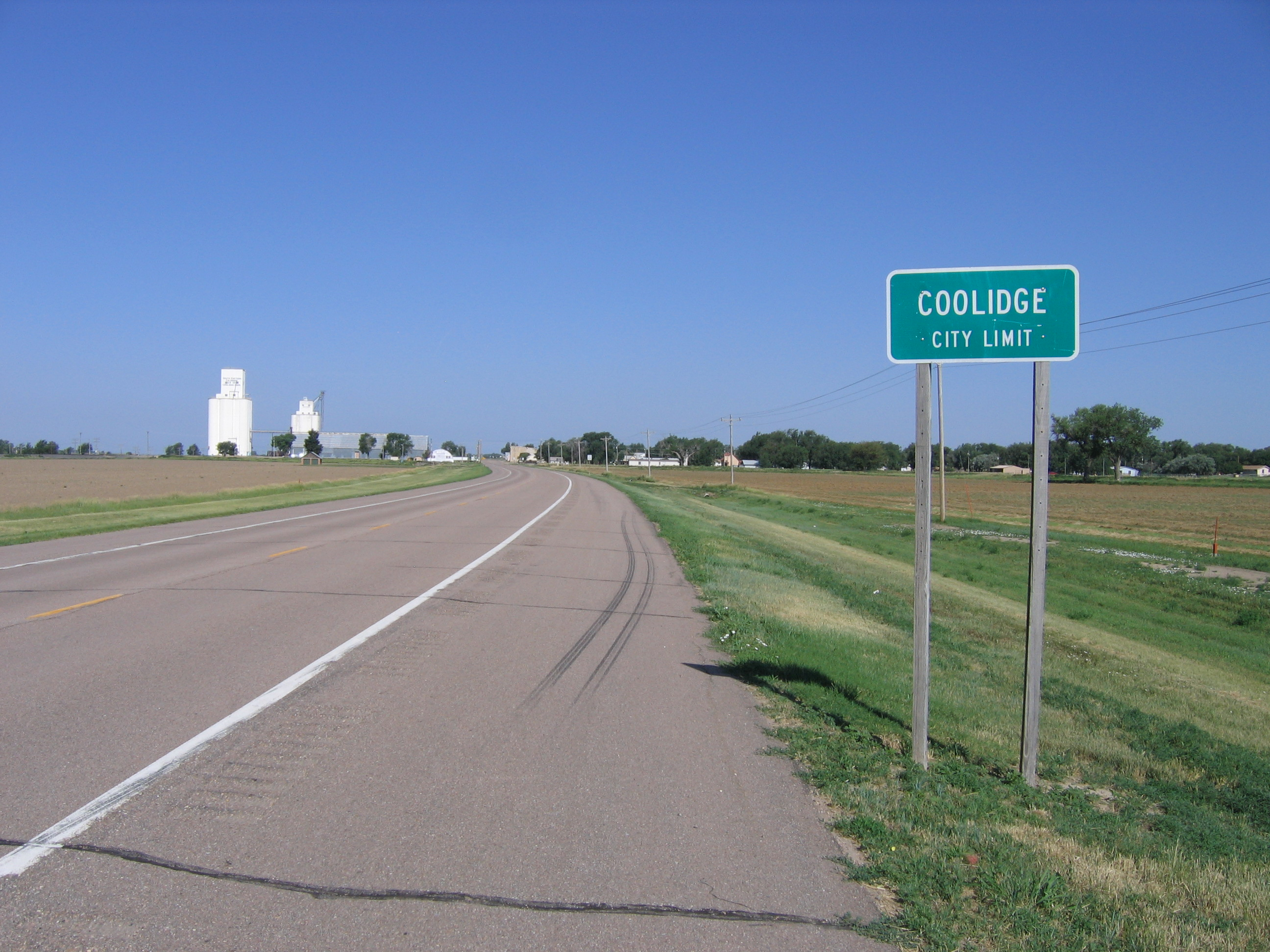
Guardando verso ovest su U.S. Route 50 in Kansas/400.
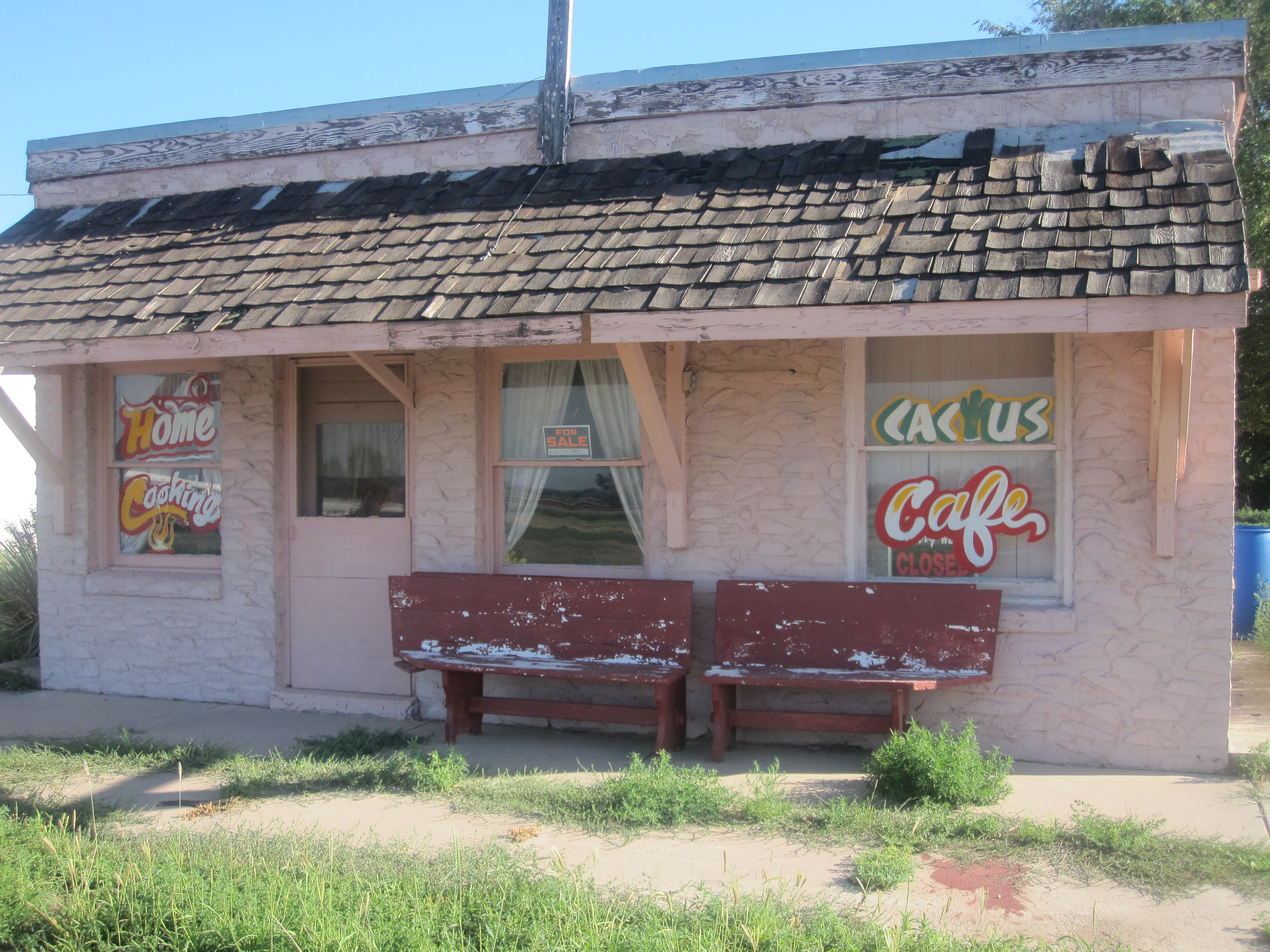
La Cactus Cafe sulla U.S. Highway 50 a Coolidge is for sale, antico luogo di ristoro attraverso le Grandi Pianure.